# Festival international du film du Caire
Pour les articles homonymes, voir CIFF.
Le festival international du film du Caire (arabe : مهرجان القاهرة السينمائي الدولي ou CIFF pour Cairo International Film Festival) est un festival de cinéma annuel fondé en 1976 qui se déroule en Égypte au Caire pendant dix jours au mois de novembre.
Le président actuel du festival est Hussein Fahmy.

## Autour du festival
Durant l'été 2015, les organisateurs du festival annoncent qu'un hommage sera rendu lors de la cérémonie d'ouverture de la 37e édition (le 12 novembre 2015) à Omar Sharif, disparu le 10 juillet 2015.
En 2017, le festival international du Caire s'est déroulé du 21 au 30 novembre. Durant la 39e édition du festival, le prix d'Excellence Faten Hamama a été décernée à l'actrice tunisienne Hend Sabri, en hommage à son parcours cinématographique.
En 2019, l'Académie des arts et des sciences du cinéma (AMPAS)  attribut au festival, le statut de festival qualificatif aux Oscars.
La même année, il est décidé que Le prix du public soit nommé prix Youssef Cherif Rizkallah en hommage au directeur artistique mort au mois de juillet 2019. Il fut notamment l'un des fondateurs du festival et son directeur pendant des années.
En 2023, la 45e édition qui devait être présidé par le réalisateur Danis Tanović est annulée, en raison du conflit entre Israël et le Hamas. La chanteuse Elyanna, qui devait se produire lors de la cérémonie d'ouverture, avait également annoncé renoncé à se produire.

## Composition des jurys officiels (longs métrages)
- 2014 : 36e édition
  - Youssra, présidente
  - Wang Xiaoshuai
  - Hailé Gerima
  - Corinne van Egeraat
  - Dominique Cabrera
  - Ibrahim Al Arees
  - Alexis Grivas
  - Mariam Naoum
  - Nancy Abdel Fattah
- 2015 : 37e édition

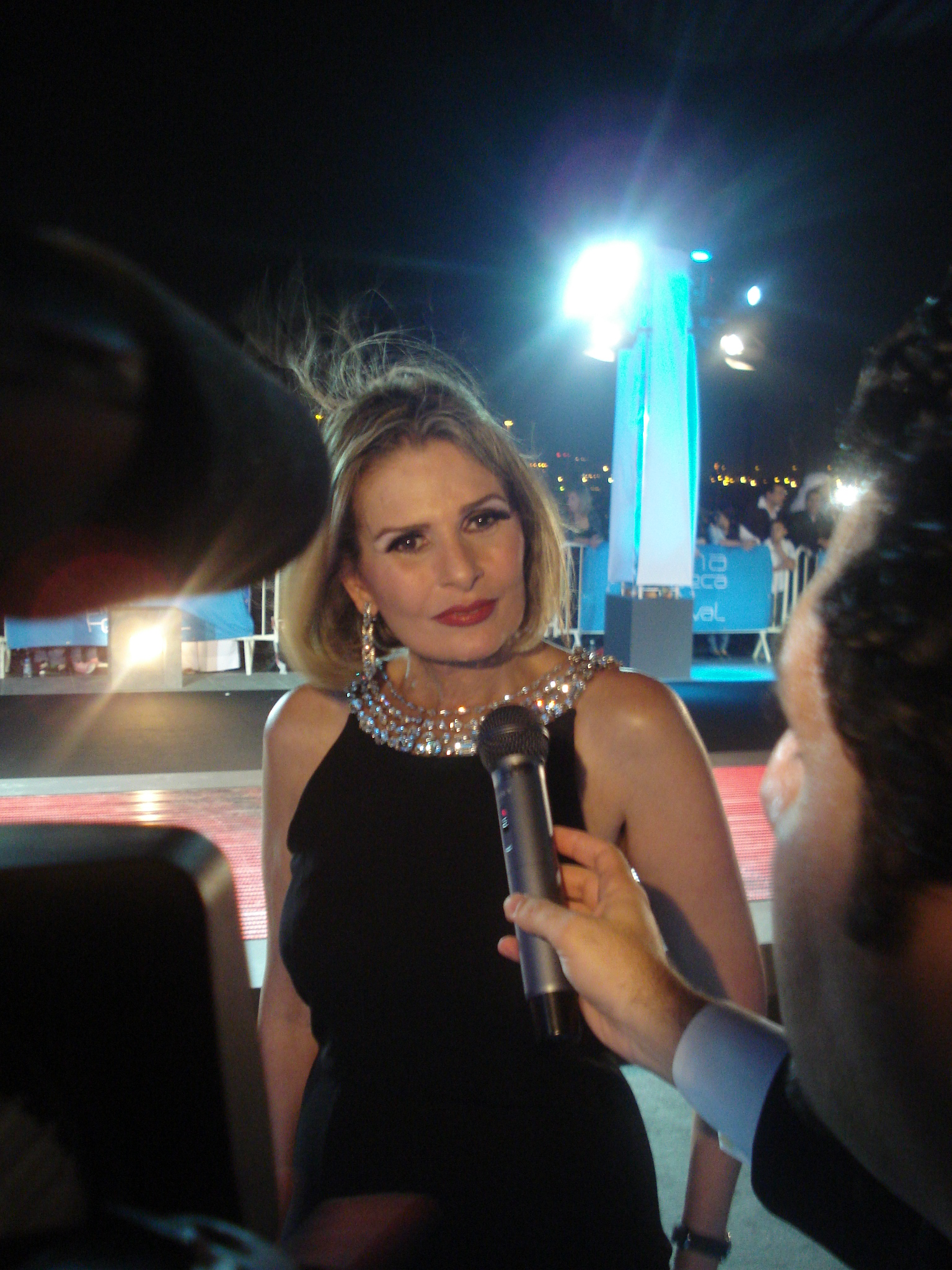
Youssra présidente du jury 2014.

  - Paul Webster (président), producteur   Royaume-Uni
  - Radhika Apte, actrice  Inde
  - Jonathan Relayze Chiang, réalisateur  Pérou
  - Mitsue Eguchi, productrice  Japon
  - Dalia El-Behery, actrice  Égypte
  - Marwan Hamed, réalisateur  Égypte
  - Laïla Marrakchi, réalisatrice  Maroc
  - George Ovashvili, réalisateur  Géorgie
  - Anne-Dominique Toussaint, productrice  Belgique
- 2016 : 38e édition
  - Christian Petzold (président), réalisateur et scénariste  Allemagne
  - Arwa Gouda, actrice et mannequin  Égypte
  - Cheick Oumar Sissoko, réalisateur  Mali
  - Filip Bajon, réalisateur, scénariste et producteur  Pologne
  - Hani Khalifa, réalisateur  Égypte
  - Li Yu, réalisateur et scénariste  Chine
  - Mary Sweeney, réalisatrice, scénariste et productrice  États-Unis
  - Robyn Kershaw, productrice  Australie
  - Saba Mubarak, actrice  Jordanie
- 2017 : 39e édition
  - Hussein Fahmy (président), acteur  Égypte
  - Khairy Beshara, réalisateur  Égypte
  - Hani Abou Said, réalisateur  Palestine
  - Kinda Alloush, actrice  Syrie
- 2018 : 40e édition
  - Bille August (président), réalisateur et scénariste  Danemark
  - Brillante Mendoza, réalisateur  Philippines
  - Dhafer L'Abidine, acteur  Tunisie
  - Diamand Bou Abboud, actrice  Liban
  - Francesco Munzi, réalisateur  Italie
  - Hala Khalil, réalisatrice  Égypte
  - Juan Vera, producteur et écrivain  Argentine
  - Natacha Regnier, actrice  Belgique
  - Samal Yeslyamova, actrice  Kazakhstan
- 2019 : 41e édition[7]
  - Stephen Gaghan, réalisateur et scénariste  États-Unis
  - Daniele Luchetti, réalisateur  Italie
  - Ibrahim Abdel Meguid, écrivain  Égypte
  - Lamia Chraibi, producteur  Maroc
  - Marion Hänsel, productrice et réalisatrice  Belgique
  - Michel Franco, producteur, réalisateur et scénariste  Mexique
  - Qin Hailu, actrice  Chine
- 2021 : 43e édition
  - Emir Kusturica (Président du jury) : réalisateur, acteur et scénariste  Serbie
  - Chaitanya Tamhane : réalisateur et scénariste  Inde
  - Khaled Mouzanar : compositeur, scénariste  Liban
  - Marisa Berenson : actrice et ancienne mannequin  États-Unis
  - Nelly Karim :  actrice et danseuse classique  Égypte
  - Nora Arnezeder : actrice  France
  - Roberto Minervini : réalisateur et metteur en scène  Italie
- 2022 : 44e édition
  - Naomi Kawase (Présidente du jury) : réalisatrice et scénariste  Japon
  - Joaquín del Paso  Mexique
  - Nancy Abdelfattah  Égypte
  - Rageh Daoud  Égypte
  - Samir Guesmi : acteur  France
  - Stefania Casini : actrice, réalisatrice et scénariste  Italie
  - Swara Bhaskar : actrice  Inde
- 2024 : 45e édition
  - Danis Tanović (Président du jury) : réalisateur  Bosnie-Herzégovine
  - Ahmed Hafez : monteur de film  Égypte
  - Andrea Pallaoro : réalisateur  Italie
  - Ángela Molina : actrice  Espagne
  - Aïcha Ben Ahmed : actrice  Tunisie
  - Anocha Suwichakornpong : réalisatrice Modèle:Thailand
  - Sylvie Pialat : scénariste et productrice  France